# Černjahovsk
Černjahovsk (njem. Insterburg, lit. Įsrūti, polj. Wystruć) je grad u Kalinjingradskoj oblasti, Rusija. Prije 1945. je bio poznat po njemačkom nazivu, Insterburg, i nalazio se u Istočnoj Pruskoj. SSSR ga je zauzeo 1946. i preimenovao u Černjahovsk, prema sovjetskom generalu, kasnije maršalu Ivanu Černjahovskom.

## Povijest
Insterburg su osnovali Teutonski vitezovi kao dvorac 1336. U blizini dvorca pojavilo se naselje, koje je dobilo i ime po ovome dvorcu. Naselbina je dobila gradske povlastice 10. listopada 1583.
Tijekom drugog svjetskog rata, grad je bio teško bombardiran od strane britanskih snaga 27. srpnja 1944. Bio je zauzet nakon snažnih sovjetskih napada 21. i 22. siječnja 1945.

## Stanovništvo
Po zauzimanju, SSSR je iselio stanovnike istočne Pruske i naselio stanovnike iz SSSR-a, tako da su danas većinsko stanovništvo Rusi.

## Zanimljivosti
Poslije pada željezne zavjese, skupina ljudi je uvela konjsku pasminu Akhal-Teke i osnovala Akhal-Teke ergelu.

## Vanjska poveznica
- Akhal-Teke ergela i dreserski klub "Insterburg"  Arhivirana inačica izvorne stranice od 4. prosinca 2004. (Wayback Machine)